# Daniel Nordmark
Karl Daniel Nordmark, född 4 januari 1988 i Lidköping, är en svensk före detta fotbollsspelare.

## Karriär
Nordmarks moderklubb är Lidköpings IF. Han kom till den allsvenska klubben IF Elfsborg 2006; därefter flyttade han vid årsskiftet 2011/2012 till Helsingborgs IF. I augusti, halvvägs in på den allsvenska säsongen, lämnade Daniel Nordmark HIF för spel med Örebro SK.
Inför säsongen 2017 gick Nordmark till Lidköpings FK, där han fick en roll som spelande sportchef. Efter säsongen 2018 lämnade Nordmark klubben.